# Межзональные говоры А южного наречия
Межзона́льные го́воры А ю́жного наре́чия — южнорусские говоры, распространённые в основном в отдельных районах Калужской, Брянской и Курской областей по линии Мосальск — Севск — Рыльск. Являются одной из двух групп межзональных говоров южнорусского наречия наряду с межзональными говорами типа Б. В языковых системах межзональных говоров типа А сочетаются черты противоположных с территориальной точки зрения западной и юго-западной диалектных зон — с одной стороны и юго-восточной диалектной зоны — с другой, а также черты основных групп говоров — Верхне-Днепровской и Верхне-Деснинской — с одной стороны и Курско-Орловской — с другой. В отличие от межзональных говоров типа Б, в которых была выделена Тульская группа говоров, а также елецкие и оскольские говоры, в межзональных говорах типа А полностью отсутствуют какие-либо сочетания ареалов диалектных явлений, дающих возможность дальнейшего членения её территории.

## Особенности говоров
| Классификация: - Русский язык - Южнорусское наречие Межзональные говоры типа А на карте говоров южнорусского наречия (При нажатии на изображение территории какой-либо группы говоров будет осуществлён переход на соответствующую статью) |

Область распространения межзональных говоров типа А образует узкую полосу, протянувшуюся с севера на юг в пределах ареала южного наречия, к западу от Курско-Орловской группы и на незначительном северо-восточном участке — к западу от Тульской группы, к востоку от Верхне-Днепровской, Верхне-Деснинской и отчасти Западной групп говоров. Для межзональных говоров характерны большинство диалектных явлений южного наречия, явления, связанные с пучками изоглосс В и Г юго-восточной диалектной зоны, а также с первыми пучкам изоглосс юго-западной и южной диалектных зон. Диалектные явления западной диалектной зоны, большинство явлений юго-восточной и явления вторых пучков изоглосс юго-западной и южной диалектных зон, а также явления соседних групп говоров охватывают различные части территории межзональных говоров с западной и восточной стороны, не охватывая эту территорию полностью, некоторые из этих диалектных явлений в межзональных говорах совсем отсутствуют. Кроме того межзональные говоры типа А выделяются небольшим числом местных диалектных черт, значительное место в их характеристике занимают черты Верхне-Деснинской, Западной и Курско-Орловской групп говоров.
К числу диалектных явлений, характерных для межзональных говоров типа А, относятся следующие:
1. Случаи совпадения категории среднего и мужского рода: тако́й молоко́, бол’шо́й окно́ и т. п.
2. Отсутствие смягчения заднеязычных согласных в основах прилагательных перед флексией, начинающейся с гласного переднего ряда: в косвенных падежах единственного числа женского рода — у пло[хэ́]й, к пло[хэ́]й и т. п.; в именительном падеже множественного числа — пло[хы́]йе, тон[кы́]йе; в косвенных падежах множественного числа — пло[хы́]х, пло[хы́]м и т. п.

Также в состав характеристики межзональных говоров типа А входят явления, объединяющие их с соседними группами говоров: черты Верхне-Деснинской, Западной и Курско-Орловской групп говоров:
1. Распространение диссимилятивных типов яканья переходного характера, характеризующихся колебаниями в употреблении гласных [а] или [и] в положении перед /е/ или /о/ под ударением после мягкого согласного (как и в говорах Верхне-Деснинской группы)[9][10][11], а также диссимилятивно-умеренное яканье разных подтипов[12][13][14]:

| Возможные разновидности диссимилятивно-умеренного яканья | Возможные разновидности диссимилятивно-умеренного яканья | Предударный гласный перед ударным | Предударный гласный перед ударным | Предударный гласный перед ударным | Предударный гласный перед ударным | Предударный гласный перед ударным | Предударный гласный перед ударным | Предударный гласный перед ударным | Предударный гласный перед ударным |
| -------------------------------------------------------- | -------------------------------------------------------- | --------------------------------- | --------------------------------- | --------------------------------- | --------------------------------- | --------------------------------- | --------------------------------- | --------------------------------- | --------------------------------- |
| Возможные разновидности диссимилятивно-умеренного яканья | Возможные разновидности диссимилятивно-умеренного яканья | á                                 | ó (из ô)                          | ó (из ъ)                          | ó (из е, ь)                       | у́                                 | и́                                 | é (из е, ь)                       | é (из ě)                          |
| I                                                        | перед твёрдыми согл.                                     | и                                 | а                                 | а                                 |                                   | а                                 | а                                 | и                                 | и                                 |
| I                                                        | перед мягкими согл.                                      | и                                 | и                                 | и                                 | и                                 | и                                 | и                                 | и                                 | и                                 |
| II                                                       | перед твёрдыми согл.                                     | и                                 | а                                 | и/а                               |                                   | а                                 | а                                 | и                                 | и                                 |
| II                                                       | перед мягкими согл.                                      | и                                 | и                                 | и                                 | и                                 | и                                 | и                                 | и                                 | и                                 |
| III                                                      | перед твёрдыми согл.                                     | и                                 | а                                 | а                                 |                                   | а                                 | а                                 | а                                 | а                                 |
| III                                                      | перед мягкими согл.                                      | и                                 | и                                 | и                                 | и                                 | и                                 | и                                 | и                                 | и                                 |
1. Особенности в произношении отдельных слов: [вы́]шн’а с твёрдым /в/ (как и в говорах Восточной (Рязанской) и Верхне-Деснинской групп); леп[е́]шка из числа слов с отсутствием изменений /е/ в /о/ перед шипящими (как и в говорах Верхне-Деснинской группы и южных говоров Западной группы).
2. Произношение звука [ш’] в соответствии аффрикате /ч/: хо[ш’]у́ «хочу»; но[ш’] «ночь», [ш’]ай «чай» и т. п. Произношение такого типа является одной из основных характеристик Курско-Орловской группы говоров, встречается также в елецких межзональных говорах типа Б.
3. Произношение сочетания мн в соответствии сочетанию вн (наиболее последовательно в словах давно и равно): да[мн]о́, ра[мн]о́ и т. п. Данная черта известна в курско-орловских, елецких и оскольских говорах.
4. Распространение существительных женского рода с окончанием -а как с твёрдой, так и с мягкой основой, имеющих в формах дательного и предложного падежей единственного числа окончание -и (-ы): к жон[ы́] «к жене», к земл[и́] «к земле» и т. п. Данная черта, характерная для северо-западной диалектной зоны, распространена также на части территории Курско-Орловской группы говоров.
5. Ударение на окончании у существительного туча: туча́, известное и в курско-орловских говорах.
6. Наличие у прилагательных женского рода в форме творительного падежа единственного числа двусложного окончания: бол’шо́йу, но́войу и т. п. Двусложные окончания у прилагательных встречаются также в говорах Верхне-Деснинской группы и в говорах южного ареала Западной группы.